# Puente de la Bahía de San Francisco a Oakland
El puente de la Bahía San Francisco-Oakland (del inglés: San Francisco – Oakland Bay Bridge), más conocido como el puente de la Bahía, es una estructura que une la ciudad de San Francisco con Oakland, en la ribera este de la bahía de San Francisco, en California, Estados Unidos. Está compuesto por un puente colgante de 2822 m de longitud al oeste y de un puente en ménsula de 3101 m al este. Estructuralmente, es diferente del famoso Golden Gate, que es un único puente colgante.

## Características
El puente consta de dos segmentos principales que se unen en una isla central, la isla de Yerba Buena, a cada orilla. El segmento occidental termina en San Francisco y se compone de dos puentes colgantes con un anclaje central. La parte oriental termina en Oakland. El puente de la Bahía es, con 7200 metros, la plataforma de acero más larga del mundo y cuenta con 5 carriles para el tráfico en cada sentido.
A partir de 2016, el tramo occidental del Puente de la Bahía de San Francisco está iluminado con 25.000 luces LED. El espectáculo de luces comenzó como un evento temporal para celebrar el 75 aniversario del puente, pero la ciudad lo hizo permanente porque demostró aumentar la economía en más de 100 millones de dólares cada año.

## Concepción
Los puentes originales fueron diseñados por Ralph Modjeski. El Puente de la Bahía se abrió al tráfico el 12 de noviembre de 1936, seis meses antes de la apertura del célebre puente de la misma ciudad Golden Gate. Al puesto de peaje en Oakland (destinado al tráfico en dirección oeste) le siguen un conjunto de señales luminosas para regular el tráfico. Dos carriles dedicados exclusivamente a los autobuses no han de pasar por el peaje ni seguir los semáforos. No hay ninguna señal luminosa reguladora del tráfico en dirección este. Sin embargo, el número de carriles en dirección a San Francisco está estructuralmente limitado, por lo que se han creado protecciones para las horas punta en esa dirección.
El puente está limitado al tráfico de automóviles. No está autorizado el paso de peatones, ciclistas u otros medios de transporte, si bien los ciclistas pueden atravesar el puente en los camiones de la compañía CalTrans.
En octubre de 2009 un ingeniero descubrió un fallo en una de las estructuras metálicas del puente, por lo que se insertó una pieza metálica para aliviar la tensión, si bien se tuvo que insertar una segunda pieza en octubre de 2009.

## Ferrocarril
Originariamente, la parte superior se destinó a los automóviles y en la parte inferior se destinaron tres carriles a los camiones y dos al ferrocarril. Fueron tres las compañías que hicieron uso de las vías: la Southern Pacific (East Bay Electric Lines), los tranvías interurbanos de Key System y el Sacramento Northern Railway. La explotación ferroviaria comenzó el 23 de septiembre de 1938. A partir de 1941 circuló por el puente únicamente el servicio de tranvías y, finalmente, en 1958 se suprimió el servicio ferroviario en el puente.